# Silene anatolica
Silene anatolica är en nejlikväxtart som beskrevs av Melzh. och A. Baytop. Silene anatolica ingår i släktet glimmar, och familjen nejlikväxter. Inga underarter finns listade i Catalogue of Life.